# 紐卡斯爾縣
纽卡斯尔县（英語：New Castle County）是位于美国特拉华州北部的一个郡，東鄰新泽西州，西鄰马里兰州，北鄰宾夕法尼亚州，面積1,278平方公里，根据美国人口普查局2020年统计，共有人口57萬719人。县治威爾明頓，成立於1637年。